# Kopara
Kopara est un mot d'origine polynésienne désignant les mattes microbiennes qui s'accumulent dans les mares des atolls polynésiens. Ces accumulations de bactéries, cyanobactéries, microalgues sont adaptées aux variations de salinité, d'hydratation et à une intense exposition au soleil. 
Elles ont la réputation de soigner les brûlures du corail de feu.